# Fint skal det være
Fint skal det være er første del af en talemåde, der fortsætter med: "men skidt og forbandet er det!". Talemåden findes i Edvard Maus Dansk Ordsprogs-skat fra 1879 som Fornemt skal det være, magert og forbandet er det. Det findes også i Punch (1885) og skuespillet Melodien der blev væk (Kjeld Abell, 1935).
Desuden er Fint skal det være den danske titel på den britiske tv-serie Keeping Up Appearances.